# Xerochlamys diospyroidea
Xerochlamys diospyroidea là một loài thực vật có hoa trong họ Sarcolaenaceae. Loài này được Baker mô tả khoa học đầu tiên năm 1889.